# Чемпионат России по боксу 2005
Чемпионат России по боксу 2005 года проходил в Магнитогорске с 13 августа по 20 августа.

## Медалисты
| Весовая категория | Золото              | Серебро              | Бронза                                  |
| ----------------- | ------------------- | -------------------- | --------------------------------------- |
| до 49 кг          | Давид Айрапетян     | Ильгиз Махмутов      | Сергей Ананьин Вячеслав Еремеев         |
| до 51 кг          | Александр Афанасьев | Магомед Абдулхамидов | Пётр Соловьёв Рафик Магеррамов          |
| до 54 кг          | Али Алиев           | Эдуард Абзалимов     | Денис Зиннатуллин Зинат Жандыбаев       |
| до 57 кг          | Сергей Игнатьев     | Альберт Селимов      | Андрей Стрелков Артур Ганеев            |
| до 60 кг          | Николай Степанов    | Семён Гривачёв       | Хабиб Аллахвердиев Шафидин Аллахвердиев |
| до 64 кг          | Геннадий Ковалёв    | Александр Леонов     | Константин Чурилов Александр Соляников  |
| до 69 кг          | Давид Арустамян     | Алексей Астахов      | Батраз Баскаев Александр Ракислов       |
| до 75 кг          | Сергей Ковалёв      | Алексей Щербаков     | Дмитрий Башкатов Даниил Швед            |
| до 81 кг          | Михаил Гала         | Егор Мехонцев        | Артур Бетербиев Денис Черныш            |
| до 91 кг          | Александр Алексеев  | Евгений Романов      | Мусалчи Магомедов Рахим Чахкиев         |
| свыше 91 кг       | Магомед Абдусаламов | Владислав Васильев   | Денис Сергеев Ильяс Файзулин            |